# Serrall dels Sarraïns
El Serrall dels Sarraïns és una serra situada al municipi de Juncosa a la comarca de les Garrigues, amb una elevació màxima de 555 metres.